# Ignace Der Kennis
Ignace Der Kennis (Anvers, 3 mars 1589 - Louvain, 20 juin 1656) est un jésuite flamand d'origine anversoise.

## Biographie
Ignace Der Kennis entre au noviciat le 26 septembre 1614. Il est élève du mathématicien Grégoire de Saint-Vincent, qu'il aide à résoudre le problème de la quadrature du cercle. Il enseigna successivement les humanités, les mathématiques, la philosophie et finalement pendant dix ans la théologie à Louvain. Il s'intéressa au cartésianisme naissant, ainsi qu'à l'alchimie. En théologie, il s'attaque à Jansénius, au cœur du « triumvirat anti-janséniste » qu'il composa avec les jésuites Adrien Cromme et Jean de Jonghe. Il gouverna également les collèges jésuites d'Ypres et de Louvain. Il publia un manuel de théologie de très bonne facture. Il semble que durant son séjour à Louvain, Juan Caramuel y Lobkowitz ait suivi ses cours de mathématiques. Par la suite, lorsque Caramuel quitta Louvain vers 1653, c'est Ignace Der Kennis qui a recueilli tous ses papiers pour les envoyer au politicien bohème Bernhard Ignaz von Martinitz.

## Œuvres
- De Deo uno trino et creatore, Bruxelles, typ. François Foppens, 1655.